# Shoegaze
Shoegaze (originalmente chamado shoegazing e às vezes confundido com "dream pop") é um subgênero do indie e rock alternativo caracterizado por sua mistura fluída de vocais obscuros, distorção e efeitos de guitarra, feedback e volume avassalador. Surgiu na Irlanda e no Reino Unido no final da década de 1980 entre grupos neopsicodélicos que geralmente permaneciam imóveis durante apresentações ao vivo em um estado de distanciamento e não-confrontamento. O nome vem do uso pesado de pedais de efeitos, já que os artistas costumavam olhar para seus pedais durante os shows.
O álbum Loveless (1991) da banda My Bloody Valentine é frequentemente visto como o lançamento definitivo do gênero; outros grupos proeminentes de shoegaze incluem Slowdive, Ride, Lush e Chapterhouse. Um rótulo dado às bandas shoegaze e outras bandas afiliadas em Londres no início de 1990 foi de "a cena que celebra a si mesma". A maioria dos artistas shoegaze se baseou no modelo definido por My Bloody Valentine em suas gravações do final da década de 1980, bem como Dinosaur Jr., Jesus & Mary Chain e Cocteau Twins.
No início da década de 1990, o shoegaze foi deixado de lado pelo movimento grunge americano e pelos primeiros artistas do Britpop, forçando as bandas relativamente desconhecidas a se separarem ou reinventarem seu estilo completamente. Desde o final da década de 2010, notou-se um interesse renovado pelo gênero, notadamente entre as bandas de nu gaze e blackgaze.

## Características
O shoegaze combina vocais etéreos e em repetição com camadas de guitarras distorcidas, duplicadas ou flangeadas, criando uma onda de som onde nenhum instrumento é distinguível de outro. O gênero era tipicamente "esmagadoramente alto, com riffs longos e monótonos, ondas de distorção e cascatas de feedback. Vocais e melodias desapareciam nas paredes das guitarras."

## Etimologia
O termo originou-se de um review da revista Sounds de um show da recém formada banda Moose, na qual o cantor Russell Yates leu letras coladas no chão durante todo o show. O termo foi escolhido pela NME, que passou a usá-lo como uma referência à tendência dos guitarristas das bandas de olhar para os pés - ou para os pedais de efeitos - enquanto tocam, aparentemente em concentração. O periódico Melody Maker preferia chamá-lo de "The Scene That Celebrates Itself" ou "a cena que celebra a sí mesma", referindo-se ao hábito que as bandas tinham de assistir a shows de outras bandas shoegaze no bairro de Camden em Londres, muitas vezes tocando nas bandas umas das outras.

De acordo com AllMusic: "A neopsicodelia incrivelmente alta e monótona que a banda tocou foi apelidada de shoegaze pela imprensa britânica porque os membros da banda olhavam para o palco enquanto se apresentavam". O termo também foi usado pela imprensa musical britânica para descrever bandas dreampop. Simon Scott, do Slowdive, opinou sobre o termo:
Eu sempre pensei que o Robert Smith, quando ele estava no Siouxsie and the Banshees tocando guitarra [no vídeo ao vivo do Nocturne de 1983], era o mais legal, porque ele ficava lá e deixava a música fluir. Esse anti-showmanship era perfeito, então eu nunca entendi porque as pessoas começaram a usar "shoegaze" como um termo negativo. Acho que se o Slowdive não ficasse ali olhando para o pedal que estava prestes a entrar e sair, seríamos uma merda. [...] Estou feliz por estarmos estáticos e concentrados em tocar bem. Agora é um termo positivo.
O termo foi considerado pejorativo, especialmente por uma parte da imprensa musical semanal inglesa que considerou o movimento ineficaz, sendo detestado por muitos dos grupos do gênero. A cantora Miki Berenyi do Lush explicou:
Shoegazing era originalmente um xingamento. Meu parceiro [K.J. 'Moose' McKillop] que era o guitarrista do Moose, afirma que o termo foi originalmente dirigido à sua banda. Aparentemente o jornalista estava se referindo ao banco de pedais de efeitos que ele havia espalhado pelo palco e que ele tinha que ficar olhando para poder operar. E então tornou-se um termo genérico para todas aquelas bandas que tinham um som grande, arrebatador e carregado de efeitos, mas todos estavam resolutamente parados no palco.
O vocalista Mark Gardener da banda Ride teve outra opinião sobre a apresentação estática de seu grupo: "Nós não queríamos usar o palco como uma plataforma para o ego... nós nos apresentamos como pessoas normais, como uma banda que queria que seus fãs pensassem que poderiam fazer isso também."

## História

### Origens e precursores

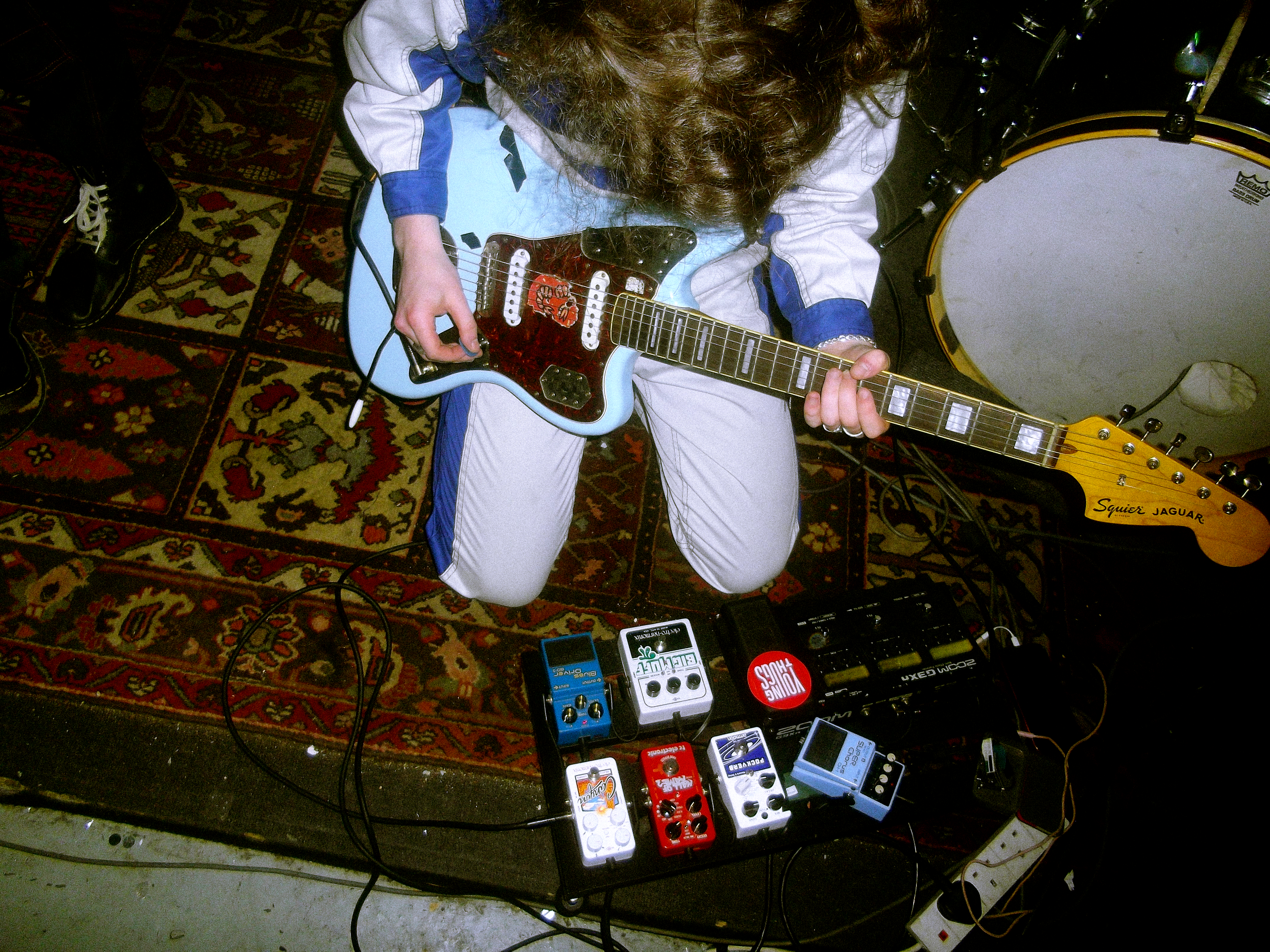
O nome shoegaze é uma referência a quantos guitarristas do gênero olham para baixo em seus pedais

De acordo com AllMusic, a maioria das bandas se baseou na sonoridade de My Bloody Valentine como um modelo para o gênero, além de outro grupos como Cocteau Twins, Dinosaur Jr. e The Jesus and Mary Chain. A dupla britânica A.R. Kane também foi creditada com a produção de um modelo para o gênero no final dos anos 1980. Loveless do My Bloody Valentine é muitas vezes referido como o melhor álbum que o gênero já produziu. A música de cada banda uniu os estilos de garage rock, psicodelia dos anos 1960 e bandas indie americanas como Dinosaur Jr. e Sonic Youth. Outros artistas que foram identificados como influências diretas no shoegaze são Velvet Underground, Hüsker Dü e The Cure. Siouxsie and the Banshees também foi considerado uma grande influência para Cocteau Twins. Slowdive foi batizada em homenagem à uma música de Siouxsie and the Banshees com o mesmo nome, influenciando fortemente o grupo em seu início. Lush, banda contemporânea de shoegaze, foi originalmente chamado de "The Baby Machines", retirado de uma linha de uma letra de Siouxsie. Outras bandas que foram citadas como explorando sons e texturas proto-shoegaze incluem Spacemen 3 e House of Love.
My Bloody Valentine fez sucesso logo após o lançamento de seu primeiros EP "You Made Me Realise" e o álbum Isn't Anything em 1988. O Trouser Press Guide to '90s Rock menciona que "A.R. Kane, a dupla londrina ... (que apelidou sua música de 'dreampop') exerceu uma profunda influência sonora na legião de bandas de guitarra que surgiriam alguns anos depois em o Reino Unido". O livro de Michael Azerrad, Our Band Could Be Your Life citou uma turnê Dinosaur Jr. do início dos anos 1990 no Reino Unido como uma influência chave.
Enquanto os movimentos de rock alternativo da época eram extremamente dominados por homens (Britpop, grunge), My Bloody Valentine, Slowdive, Lush, Cocteau Twins e muitos outros grupos populares de shoegaze tinham pelo menos uma musicista proeminente que contribuiu com elementos vocais importantes e /ou componentes de escrita integrais à música. Kevin Shields observou que havia tantas mulheres quanto homens na comunidade shoegaze.

### The Scene That Celebrates Itself

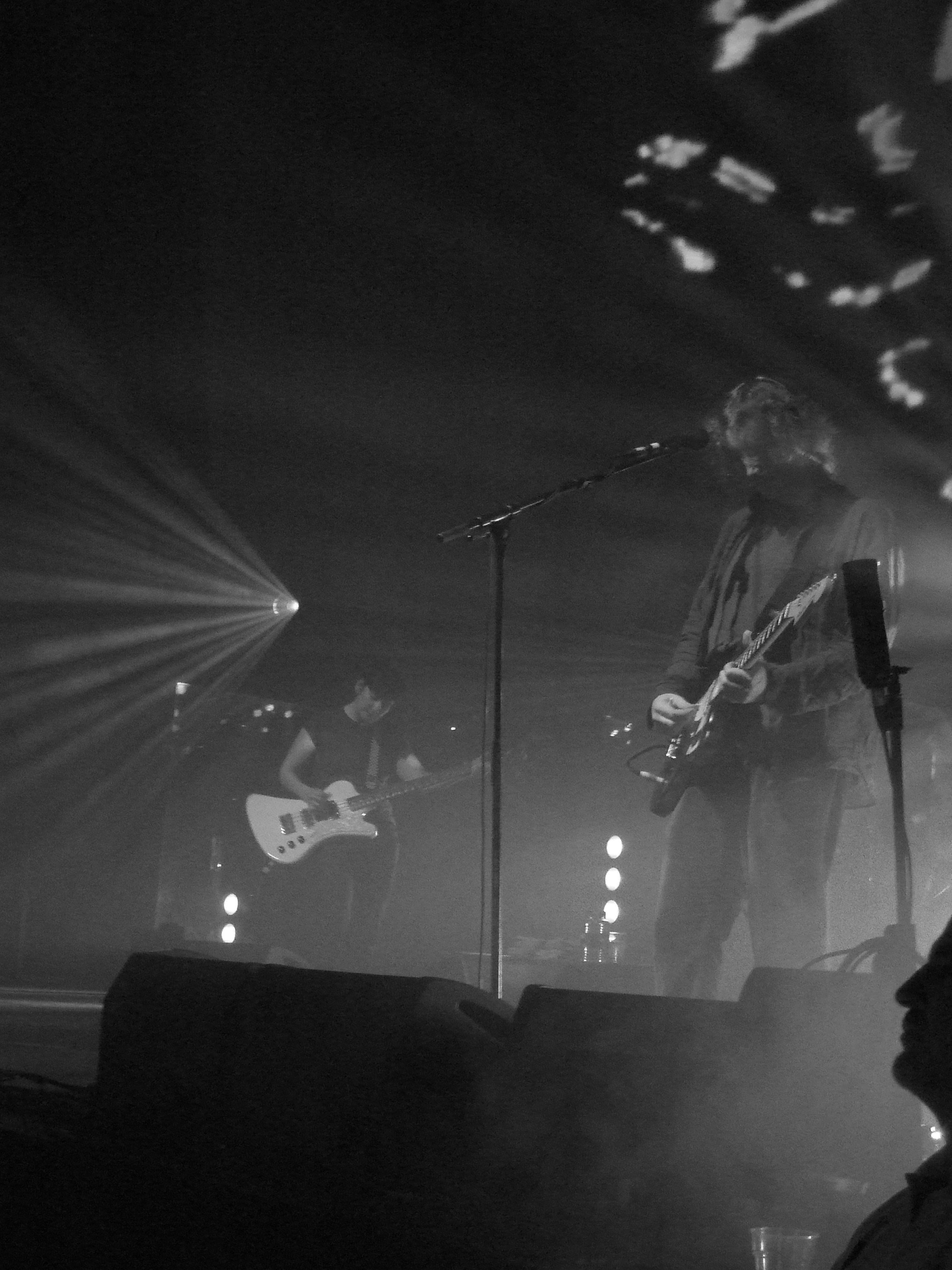
My Bloody Valentine no Roundhouse em 2008

The Scene That Celebrates Itself foi a cena musical do início dos anos 1990 em Londres e na região do Vale do Tâmisa. O termo foi cunhado em 1990 por Steve Sutherland, do Melody Maker, em um gesto quase desdenhoso, destacando como as bandas envolvidas na cena, em vez de se envolver em rivalidades tradicionais, eram frequentemente vistas nos shows umas das outras, às vezes tocando nas bandas umas das outras e bebendo juntos.
As bandas pertencentes à cena incluíam Chapterhouse, Lush, Moose e outras bandas (principalmente indie) como Blur (antes do lançamento de seu single "Popscene"), Thousand Yard Stare, Veja Veja Rider e Stereolab. Um excelente exemplo foi Moose, que muitas vezes trocava membros com outras bandas em uma determinada noite. Russel Yates (Moose) e o guitarrista Tim Gane do Stereolab trocavam de lugar com frequência, enquanto McKillop, também do Moose, frequentemente tocava com a banda See See Rider. Gane e sua colega do Stereolab, Lætitia Sadier, tocaram inclusive na apresentação do Moose de 1991 para o programa de John Peel da BBC Radio 1.
As bandas, produtores e jornalistas da época se reuniam em Londres e suas atividades eram registradas principalmente nas páginas de fofocas das revistas especializadas em música como NME e Melody Maker. A casa noturna e o pronto de encontro mais famoso era o Syndrome, localizado na Oxford Street, com funcionamento semanal nas noites de quarta-feira. A NME, em particular, abraçou a cena e ajudou na publicidade das bandas, a cena era extremamente pequena, girando em torno de menos de 20 indivíduos. A união dos grupos musicais provavelmente foi vantajosa para suas carreiras como um todo, pois quando uma banda tinha um disco de sucesso, as outras bandas podiam dividir a publicidade criada em torno do sucesso.
Os primeiros sinais de reconhecimento vieram quando o escritor independente Steve Lamacq se referiu a Ride em um review da NME como "The House of Love com motosserras". O rótulo do gênero shoegaze foi muitas vezes mal aplicado. À medida que bandas importantes como Slowdive, Chapterhouse e Ride surgiram do Vale do Tâmisa, o Swervedriver se viu rotulado de shoegazers por causa de suas próprias origens no Vale do Tâmisa, apesar de seus estilos mais influenciados por Hüsker Dü e Stooges.

### Declínio
A cunhagem do termo "a cena que celebra a sí mesma" foi, de muitas maneiras, o começo do fim para a primeira onda de shoegazers. As bandas foram percebidas pelos críticos como superprivilegiadas, autoindulgentes e de classe média. Essa percepção contrastava tanto com as bandas que formaram a onda da música grunge recém-comercializada que estava atravessando o Atlântico, quanto com as bandas que formaram a base do Britpop, como Pulp, Oasis, Blur e Suede. O Britpop também ofereceu letras inteligíveis, muitas vezes sobre as provações e tribulações da vida da classe trabalhadora; este foi um forte contraste com a abordagem "vocal como instrumento" dos shoegazers, que muitas vezes valorizavam a contribuição melódica dos vocais sobre sua profundidade lírica. O último álbum do Lush foi uma mudança abrupta do shoegaze para o Britpop, o que afastou muitos fãs; o suicídio de seu baterista em 1996 culminou com a dissolução da banda. Após um longo intervalo de My Bloody Valentine desde Loveless, além de sua turnê de reencontro de 2008, a banda lançou m b v em fevereiro de 2013. Shields explicou seu silêncio observando: "Eu nunca poderia me incomodar em fazer outro álbum a menos que estivesse realmente empolgado com isso."

### Direções pós-movimento
O Slowdive acabou se transformando no Mojave 3 com infusão de country e dreampop do Monster Movie, enquanto outras bandas de shoegaze se separaram ou se moveram em outras direções. O uso de elementos de dança eletrônica e ambiente por bandas como Slowdive e Seefeel abriu caminho para desenvolvimentos posteriores no post-rock e na música eletrônica. Vários ex-membros de bandas shoegaze mais tarde migraram para o post-rock e o trip hop mais eletrônico. Adam Franklin do Swervedriver lançou álbuns lo-fi sob o apelido de Toshack Highway.

Enquanto o shoegaze explodiu brevemente e depois desapareceu no Reino Unido, as bandas da onda inicial tiveram um imenso impacto no desenvolvimento do underground regional e das cenas de rock universitário nos EUA. A turnê de 1991 de Lush and Ride nos EUA foi em particular, uma inspiração direta para o surgimento de grupos de shoegaze americanos, incluindo Half String e Ozean. A colunista Emma Sailor do KRUI em Iowa City opina:
A insularidade e introversão do shoegaze britânico foi uma reação intencional contra o mainstream de seu país. Mas quando o som shoegaze foi exportado para os Estados Unidos, chegou desvinculado do contexto cultural que originou seus humores sombrios. O resultado? As bandas indie americanas deram ao shoegaze uma imagem inteiramente nova. Onde antes o som estava intimamente ligado à introversão, agora estava ligado a músicas de verão, voltadas para o exterior, com foco na celebração da juventude.
Sobre o single "My Forgotten Favorite" de 1991 da Velocity Girl de Washington DC, Emma Sailor observa que "Poderia haver algo mais diferente - e tão semelhante - a [Slowdive]? A [produção] nebulosa e os vocais femininos sonhadores e agudos são lá, mas a perspectiva é totalmente diferente." Outras notáveis bandas influenciadas pelo shoegaze americano do início a meados da década de 1990 incluíram Lilys, Swirlies, The Veldt e Medicine.
Um ressurgimento do gênero começou no final dos anos 1990 e no início dos anos 2000 (particularmente nos Estados Unidos), o que ajudou a inaugurar o que hoje é conhecido como a era do "nu gaze". Também vários shows de heavy metal foram inspirados pelo shoegaze, o que contribuiu para o surgimento dos estilos post-metal e "metalgaze". Particularmente em meados dos anos 2000, os artistas franceses Alcest e Amesoeurs de black metal começaram a incorporar elementos shoegaze em seu som, sendo pioneiros no gênero blackgaze.
No leste da Ásia o gênero tornou-se cada vez mais popular com bandas como Cocteau Twins influenciando a criação de uma nova "escola de arte" shoegaze. Bandas como Tokyo Shoegazer e Honeydip adotaram cada vez mais elementos ocidentais, com algumas bandas combinando música indie com shoegaze e rock psicodélico.